# Сведь
Сведь (бел. Сведзь) — река в Белоруссии, в Гомельской области, правый приток реки Березина.

## Физико-географические характристики
Длина реки — 49 км, площадь водосборного бассейна — 625 км², средний уклон реки 0,3 м/км, средний расход воды в устье 2,6 м³/с.
Начинается у деревни Подлуки Калинковичского района. Исток находится на водоразделе Березины и Ведрича, исток Сведи соединён каналом с истоком Ведрича. Вскоре после истока перетекает в Светлогорский район, а в нижнем течении в Речицкий. Генеральное направление течения в верхнем течении — север, затем река поворачивает на северо-восток и восток. Основной приток — река Столпинка (справа).
Течёт по северной части Гомельского Полесья. Долина реки невыразительная, в среднем течении местами трапециевидная, шириной 1-3 км. Склоны высотой 5-7 м, пологие. Пойма двусторонняя, шириной 0,5-1 км, сильно пересеченная мелиоративными каналами. Русло шириной 10-20 м канализировано на всём протяжении, за исключением небольшого участка возле устья.
Вдоль реки — обширная сеть мелиоративных каналов.
В среднем течении соединено каналом со Светлогорским водохранилищем. Протекает деревни Хутор, Еланы, Шупейки, Боровики, Сведское. Впадает в Березину выше деревни Гагали. Ширина реки у устья 20 метров, скорость течения 0,6 м/с